# Alonso de Batres
Alonso de Batres   (Madrid, valor desconegut - Nàpols, segle XVII) va ser un escriptor castellà del Segle d'Or i servent del duc d'Arcos.
Hom el fa natural de Madrid. Era criat del duc d'Arcos, Rodrigo Ponce de León, que va exercir com a virrei de Nàpols. Conrea la poesia, i estan documentades les obres Panegírico al Señor Don Manuel Pimental, escrita en octaves, La Fábula de Adonis y Venus, en una silva, i Rimas varias amb versos dedicats a herois i burlescos sobre diferents temes. També va escriure una obra de teatre, la comèdia Venganzas hay, si hay injurias, vers el 1632, d'acord amb un manuscrit autògraf amb llicència per a la seva representació. Hom afirma que les obres van gaudir d'acceptació. El 1635, a la mort de Lope de Vega, va escriure quatre dècimes que foren publicades a Fama póstuma (1636) i una silva en memòria del doctor Juan Pérez de Montalbán el 1639, que van aparèixer a Lágrimas panegíricas. El 1649 era membre de l'Acadèmia Poètica de Madrid. Apareix citat en el Vejámen de l'escriptor Jerónimo de Cáncer. La seva mort hom la situa mentre servia el duc d'Arcos a Nàpols.